# Grammodes exclusiva
Grammodes exclusiva là một loài bướm đêm trong họ Erebidae.